# Ronny Jordan

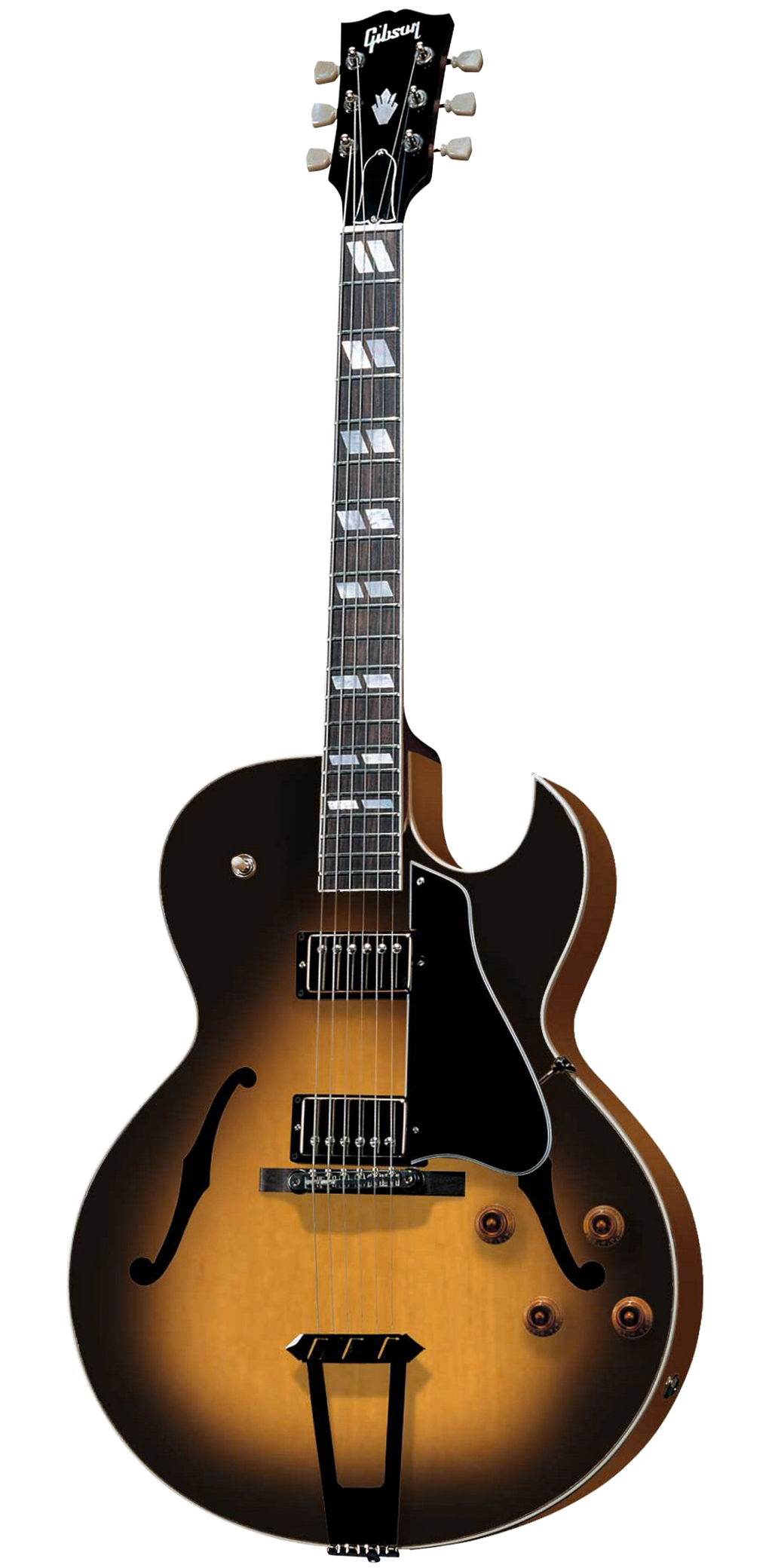
La chitarra Gibson ES-175, la preferita di Ronny Jordan

Ronny Jordan, pseudonimo di Ronald Laurence Albert Simpson (Londra, 29 novembre 1962 – 13 gennaio 2014), è stato un chitarrista e compositore britannico, noto principalmente nell'ambito dell'acid jazz e dello smooth jazz. Il suo singolo After Hours, dall'album The Antidote del 1992, ha avuto un notevole impatto nell'ambito dello smooth jazz.

## Biografia
Nel 1992 la sua versione di So What di Miles Davis, contenuta anch'essa nell'album The Antidote, ha riscosso un grande successo di pubblico e critica, così come le sue due registrazioni per la Blue Note: A Brighter Day nel 1999 e Off The Record nel 2001.
Ha realizzato diversi lavori come leader e nel 1993 ha partecipato come guest all'album del rapper Guru "Jazzmatazz, Vol.1".
Ronny Jordan ha vinto il premio indetto dalla Gibson Guitar Corporation come Best Jazz Guitarist, nel 2000 ha ricevuto una nomination ai Grammy per l'album A Brighter Day e nello stesso anno ha vinto il Premio Mobo come migliore artista jazz dell'anno. È stato tra i primi jazzisti ad aver attraversato con successo il genere hip hop ed è entrato più volte nelle classifiche pop statunitensi e britanniche. Jordan definiva la sua musica "Urban jazz", un insieme stilistico comprendente jazz, hip-hop, smooth jazz e R&B.
Il suono pulito e molto espressivo ne ha fatto uno dei migliori interpreti di jazz; George Benson ha dichiarato che Jordan è il suo musicista preferito quando, durante un concerto è salito sul palco esibendosi con la propria voce mentre Jordan gli aveva offerto la propria chitarra.
È morto a Londra il 13 gennaio 2014 all'età di 51 anni. Rimarrà una delle figure più rappresentative della chitarra jazz (anche nelle sue forme più varie e di tendenza come l'acid jazz), insieme a Grant Green, Wes Montgomery e George Benson.
(All About Jazz)

## Discografia

### Album
- 1992 – The Antidote
- 1993 – The Quite Revolution
- 1996 – Light to Dark
- 2000 – A Brighter Day
- 2001 – Off The Record
- 2003 – At Last
- 2004 – After 8
- 2009 – The Rough and the Smooth
- 2012 – Straight-Up Street

### Singoli
- 1992 – So What / Cool and Funky
- 1992 – After Hours (The Antidote) / Nite Spice
- 1993 – Under Your Spell / In Full Swing
- 1993 – The Jackal (12")
- 1994 – Tinsel Town / My Favourite Things
- 1994 – Come With Me / S**t Goes Down
- 1996 – The Law EP
- 1996 – It's You (promo estratto da Light to Dark)
- 2000 – A Brighter Day
- 2001 – London Lowdown (promo estratto da A Brighter Day)